# 卡洛斯·萨拉斯
卡洛斯·萨拉斯（西班牙語：Carlos Salas，1955年10月10日—），古巴男子排球运动员。他曾代表古巴参加1976年和1980年夏季奥林匹克运动会排球比赛，其中1976年奥运会获得一枚铜牌。